# Purworejo (Wates)
Purworejo is een bestuurslaag in het regentschap Blitar van de provincie Oost-Java, Indonesië. Purworejo telt 3821 inwoners (volkstelling 2010).